# Cookia
Genre
Cookia est un genre de grands escargots de mer de la famille des Turbinidae, les escargots turbans.
Cookia est parfois traité comme un sous-genre du genre Bolma.
Ce genre a été nommé d'après le célèbre explorateur James Cook.

## Espèces
Les espèces du genre Cookia comprennent :
- Cookia kawauensis (en) Powell, 1938
- Cookia sulcata (en) (Lightfoot, 1786)

Espèce mise en synonymie :
- Cookia novaezelandiae Lesson, 1832 : synonyme de Cookia sulcata (Lightfoot, 1786)